# Carapichea
Carapichea Aubl. è un genere di piante della famiglia delle Rubiacee.

## Tassonomia
Comprende le seguenti specie:
- Carapichea adinantha (Standl.) C.M.Taylor
- Carapichea affinis (Standl.) L.Andersson
- Carapichea araguariensis (Steyerm.) C.M.Taylor
- Carapichea cardenasiana C.M.Taylor
- Carapichea crebrinervia (Standl.) C.M.Taylor
- Carapichea dolichophylla (Standl.) C.M.Taylor
- Carapichea fimbriflora (Steyerm.) C.M.Taylor
- Carapichea franquevilleana (Müll.Arg.) C.M.Taylor
- Carapichea galbaoensis (Steyerm.) O.Lachenaud & Delprete
- Carapichea guianensis Aubl.
- Carapichea ipecacuanha (Brot.) L.Andersson
- Carapichea klugii (Standl.) C.M.Taylor
- Carapichea ligularis (Rudge) Delprete
- Carapichea lucida J.G.Jardim & Zappi
- Carapichea maturacensis (Steyerm.) C.M.Taylor
- Carapichea necopinata (Standl.) C.M.Taylor
- Carapichea pacimonica (Müll.Arg.) C.M.Taylor
- Carapichea panurensis (Müll.Arg.) C.M.Taylor
- Carapichea sandwithiana (Steyerm.) C.M.Taylor
- Carapichea squamelligera (Steyerm.) O.Lachenaud & Delprete
- Carapichea tillettii (Steyerm.) C.M.Taylor
- Carapichea urniformis (Steyerm.) C.M.Taylor
- Carapichea vasivensis (Müll.Arg.) C.M.Taylor